# Serum Institute of India

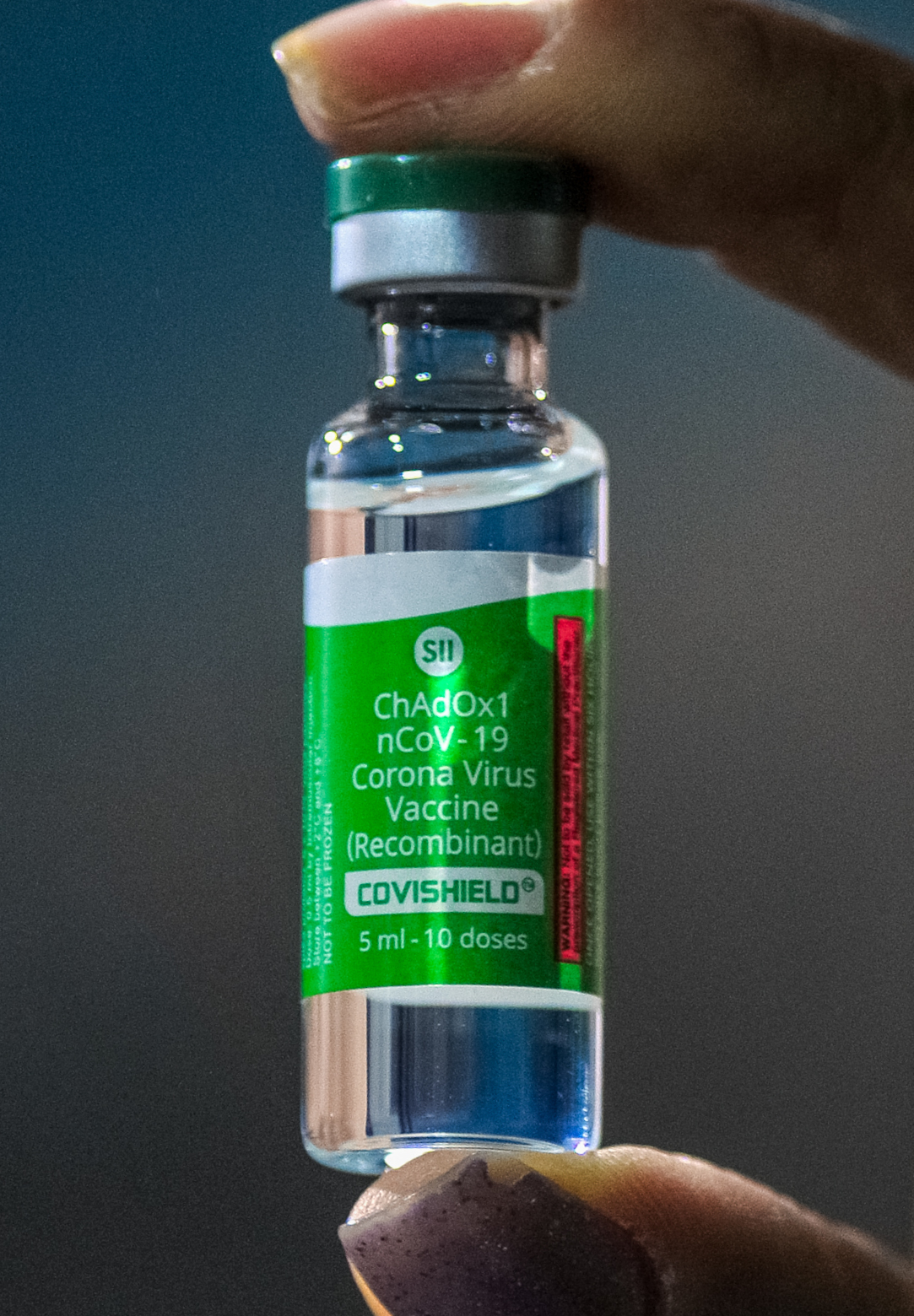
Ampulle mit COVISHIELD-Impfstoff (in Indien hergestellte Version von Oxford AstraZeneca)

Das Serum Institute of India (SII) ist ein indischer Hersteller von immunologischen Produkten, insbesondere Impfstoffen.
SII wurde 1966 von Cyrus Poonawalla gegründet und ist, nach den produzierten Dosen, der weltgrößte Hersteller von Impfstoffen. Es produzierte im Jahr 2014 1,5 Mrd. Dosen.
Im März 2020 begann SII die Entwicklung von SARS-CoV-2-Impfstoffen für einige Stämme des SARS-CoV-2-Virus. Der Impfstoff des Instituts wurde in Indien am 3. Januar 2021 „für den eingeschränkten Gebrauch in Notfallsituationen“ zugelassen. Das SII hatte Anfang 2021 50 Millionen Dosen des AstraZeneca-Impfstoffes AZD1222 auf Lager. Bis 19. März 2021 wurden 59 Millionen Impfdosen in 71 Länder geliefert, teilweise als Spenden.
Am 13. Juli 2021 teilte der staatliche Direktinvestmentfonds Russlands RDIF mit, dass SII und RDIF ein Abkommen über die Herstellung von mehr als 300 Millionen Dosen Sputnik V jährlich geschlossen haben.